# Caleb Watts
Caleb Cassius Watts (Essex, Reino Unido, 16 de enero de 2002) es un futbolista australiano que juega en la demarcación de centrocampista para el Plymouth Argyle F. C. de la League One.

## Biografía
Watts nació en Inglaterra, de padre australiano. Tras formarse en las filas inferiores del Southampton F. C., finalmente en la temporada 2020/21 ascendió al primer club, haciendo su debut el 19 de enero de 2021 en un encuentro de la FA Cup contra el Shrewsbury Town F. C., con un resultado de 2-0.

## Clubes
| Club                          | Div.          | Temporada     | Liga  | Liga  | Copas nacionales | Copas nacionales | Torneos internacionales | Torneos internacionales | Total | Total |
| Club                          | Div.          | Temporada     | Part. | Goles | Part.            | Goles            | Part.                   | Goles                   | Part. | Goles |
| ----------------------------- | ------------- | ------------- | ----- | ----- | ---------------- | ---------------- | ----------------------- | ----------------------- | ----- | ----- |
| Southampton F. C. Inglaterra  | 1.ª           | 2020-21       | 3     | 0     | 1                | 0                | ―                       | ―                       | 4     | 0     |
| Southampton F. C. Inglaterra  | Total club    | Total club    | 3     | 0     | 1                | 0                | 0                       | 0                       | 4     | 0     |
| Crawley Town F. C. Inglaterra | 4.ª           | 2021-22       | 1     | 0     | 0                | 0                | ―                       | ―                       | 1     | 0     |
| Crawley Town F. C. Inglaterra | Total club    | Total club    | 1     | 0     | 0                | 0                | 0                       | 0                       | 1     | 0     |
| Morecambe F. C. Inglaterra    | 3.ª           | 2022-23       | 23    | 2     | 7                | 1                | ―                       | ―                       | 30    | 3     |
| Morecambe F. C. Inglaterra    | Total club    | Total club    | 23    | 2     | 7                | 1                | 0                       | 0                       | 30    | 3     |
| Exeter City F. C. Inglaterra  | 3.ª           | 2023-24       | 9     | 1     | 2                | 0                | ―                       | ―                       | 11    | 1     |
| Exeter City F. C. Inglaterra  | 3.ª           | 2024-25       | 31    | 4     | 6                | 0                | ―                       | ―                       | 37    | 4     |
| Exeter City F. C. Inglaterra  | Total club    | Total club    | 46    | 5     | 2                | 0                | 0                       | 0                       | 48    | 5     |
| Total carrera                 | Total carrera | Total carrera | 67    | 7     | 16               | 1                | 0                       | 0                       | 83    | 8     |